# 長野市民会館
長野市民会館（ながのしみんかいかん・1961年4月8日開業 - 2011年3月31日閉館）は、長野県長野市にあった多目的ホール。

## 略歴・概要
長野市市制60周年記念事業として1958年（昭和33年）6月18日に建設が議決され、それまで農地だった同市鶴賀緑町1647番地に総工事費1億8千万円をかけて建設。1961年（昭和36年）4月8日にグランドオープンした。設計は佐藤武夫、施工は熊谷組が行った。1983年（昭和58年）に長野県県民文化会館が完成するまで長野県最大の多目的ホールであった。大ホールは一層スロープ式で1816席（開業当初は2250席）の座席を持ち、座席の列はいろは順になっている。
経年による老朽化や隣接する長野市役所第一庁舎が耐震性に問題が生じたため、開館から50年となる2011年（平成23年）3月31日をもって閉館した。跡地には新第一庁舎と新市民会館が一体化した複合施設になることが報じられ、2016年（平成28年）5月8日に市民会館の後継となる『長野市芸術館』がグランドオープンし、現在に至る。

## 施設・客席数
- 所在地：長野県長野市鶴賀緑町1647番地（旧：同市大字鶴賀字苗平1613番地[1]）
- 大ホール：1816名（固定席1738席、補助席78席）車椅子用座席12席
- 集会場：200名（シアター254名、スクール210名）
- 応接室：10名収容
- 給湯室
- 売店

## 指定管理者
2010年（平成22年）4月より、第三期の指定管理者として株式会社ダイナミクスが長野市篠ノ井市民会館・長野市松代文化ホールとともに管理運営にあたった。第一、第二期指定管理者は株式会社コンベンションリンケージであった。

## 交通アクセス
- 東日本旅客鉄道・長野電鉄「長野駅」から徒歩15分
- 長野電鉄長野線「市役所前駅」から徒歩5分
- 長野駅善光寺口から川中島バス 45～48系統に乗車、「市役所前」下車

## 関連書籍
- 長野市民会館50年の記憶[4]（信濃毎日新聞社・2011年4月発行） ISBN 978-4-7840-7159-3